# قصر الجدي
قصر الجدي هي قرية في شرق ليبيا قرب ما بين البردي، وبئر الأشهب.